# Liste der Mitglieder der Deutschen Akademie der Naturforscher Leopoldina/1823
Die Liste der Mitglieder der Deutschen Akademie der Naturforscher Leopoldina für 1823 enthält alle Personen, die im Jahr 1823 zum Mitglied ernannt wurden. Insgesamt gab es 19 neu gewählte Mitglieder.

## Mitglieder
| Nr.  | Name                                                                              | Beiname             | Geboren       | Aufnahme | Gestorben     | Bild                                         | Datenbank |
| ---- | --------------------------------------------------------------------------------- | ------------------- | ------------- | -------- | ------------- | -------------------------------------------- | --------- |
| 1263 | Georg Gilbert Breschet                                                            | Th. Bartholinus II. | 7. Juli 1784  | 26. Nov. | 9. Mai 1845   | Georg Gilbert Breschet                       | 2155      |
| 1264 | David Don                                                                         | Tradescantius       | 21. Dez. 1799 | 28. Nov. | 8. Dez. 1841  |                                              | 2459      |
| 1265 | Andreas Stephan Justin Pascal Joseph Friedrich Freiherr von Audebard von Ferussac | Schröter I.         | 30. Dez. 1786 | 28. Nov. | 21. Jan. 1836 |                                              | 1790      |
| 1266 | Leopold Gmelin                                                                    | Bergman II.         | 2. Aug. 1788  | 28. Nov. | 13. Apr. 1853 | Leopold Gmelin                               | 3355      |
| 1267 | Karl Ferdinand von Gräfe                                                          | Pareus I.           | 8. März 1787  | 28. Nov. | 4. Juli 1840  | Karl Ferdinand von Gräfe                     | 2997      |
| 1268 | A. von Harz                                                                       | Sydenham I.         |               | 28. Nov. |               |                                              | 3677      |
| 1269 | Johann Friedrich Ludwig Hausmann                                                  | Cronstedt           | 22. Feb. 1782 | 28. Nov. | 26. Dez. 1859 | Johann Friedrich Ludwig Hausmann             | 3699      |
| 1270 | Joseph Placidus Heinrich                                                          | Newton I.           | 19. Okt. 1758 | 28. Nov. | 18. Jan. 1825 | Joseph Placidus Heinrich                     | 3738      |
| 1271 | Johann Moritz Herold                                                              | Bonsdorf            | 3. Jan. 1790  | 28. Nov. | 30. Dez. 1862 |                                              | 3794      |
| 1272 | Franz Edler von Hildenbrand                                                       | Huxham I.           | 7. Sep. 1789  | 28. Nov. | 6. Apr. 1849  | Franz von Hildenbrand                        | 3794      |
| 1273 | Alexandre Louis Simon Lejeune                                                     | Wibel I.            | 23. Dez. 1779 | 28. Nov. | 28. Dez. 1858 | Alexandre Louis Simon Lejeune                | 4907      |
| 1274 | Joseph Antoine Risso                                                              | Plancius            | 7. Aug. 1777  | 28. Nov. | 25. Aug. 1845 | Joseph Antoine Risso                         | 6229      |
| 1275 | August Franz Cäsar Prouvensal de St. Hilaire                                      | Jacquinus           | 4. Okt. 1779  | 28. Nov. | 30. Sep. 1853 | August Franz Cäsar Prouvensal de St. Hilaire | 6335      |
| 1276 | Ernst J. Freiherr von Schlotheim                                                  | Mylius I.           | 2. Apr. 1764  | 28. Nov. | 28. März 1832 | Ernst J. Freiherr von Schlotheim             | 6456      |
| 1277 | Franz Wilhelm Freiherr von Veltheim                                               | Veltheim            | 10. Nov. 1785 | 28. Nov. | 31. Dez. 1839 | Franz Wilhelm Freiherr von Veltheim          | 7036      |
| 1278 | Anton Marie Baron Héron von Villefosse                                            | Delius              | 21. Juni 1774 | 28. Nov. | 20. Juni 1852 | Antoine-Marie Héron de Villefosse            | 3795      |
| 1279 | Friedrich Wilhelm Wallroth                                                        | Leysser             | 12. März 1792 | 28. Nov. | 22. März 1857 | Friedrich Wilhelm Wallroth                   | 7150      |
| 1280 | Christian Rudolf Wilhelm Wiedemann                                                | Geoffroy I.         | 7. Nov. 1770  | 28. Nov. | 21. Dez. 1840 |                                              | 7272      |
| 1281 | Johann Friedrich Wolfgang                                                         | Paullus             | 17. Juni 1776 | 28. Nov. | 17. Mai 1859  |                                              | 7347      |

## Hinweis zu den Lebensdaten
In der Liste sind zunächst die Lebensdaten gemäß Archiv der Leopoldina aufgenommen. Diese beziehen sich auf die Angaben gem. Neigebaur (1860) und Ule (1889). Die Lebensdaten im Namensartikel können daher von den Lebensdaten in der Liste abweichen.